# Épisodes de Persons Unknown
Cet article présente les treize épisodes du feuilleton télévisé américain Persons Unknown, diffusé du 7 juin 2010 au 28 août 2010 sur NBC.

## Épisodes

### Épisode 1:L’Enlèvement
- États-Unis : 7 juin 2010 sur NBC
- Québec : 15 mars 2011 sur Ztélé[1]
- France : 4 avril 2011 sur TPS Star[2]

- États-Unis : 4,29 millions de téléspectateurs (première diffusion)

### Épisode 2:Les Secrets
- États-Unis : 14 juin 2010 sur NBC
- Québec : 22 mars 2011 sur Ztélé
- France : 4 avril 2011 sur TPS Star

- États-Unis : 3,45 millions de téléspectateurs (première diffusion)

### Épisode 3:Le Largage
- États-Unis : 21 juin 2010 sur NBC
- Québec : 29 mars 2011 sur Ztélé
- France : 11 avril 2011 sur TPS Star

- États-Unis : 3,43 millions de téléspectateurs (première diffusion)

### Épisode 4:Première Sortie
- États-Unis : 28 juin 2010 sur NBC
- Québec : 5 avril 2011 sur Ztélé
- France : 11 avril 2011 sur TPS Star

- États-Unis : 2,9 millions de téléspectateurs (première diffusion)

### Épisode 5:La Nouvelle Invitée
- États-Unis : 5 juillet 2010 sur NBC
- Québec : 12 avril 2011 sur Ztélé
- France : 18 avril 2011 sur TPS Star

- États-Unis : 2,96 millions de téléspectateurs (première diffusion)

### Épisode 6:La Vérité
- États-Unis : 17 juillet 2010 sur NBC
- France : 18 avril 2011 sur TPS Star
- Québec : 19 avril 2011 sur Ztélé

- États-Unis : 1,69 million de téléspectateurs (première diffusion)

### Épisode 7:La Confession
- États-Unis : 24 juillet 2010 sur NBC
- France : 25 avril 2011 sur TPS Star
- Québec : 26 avril 2011 sur Ztélé

- États-Unis : 2,09 millions de téléspectateurs (première diffusion)

### Épisode 8:Sauvés
- États-Unis : 31 juillet 2010 sur NBC
- France : 25 avril 2011 sur TPS Star
- Québec : 3 mai 2011 sur Ztélé

- États-Unis : 1,6 million de téléspectateurs (première diffusion)

### Épisode 9:Effets résiduels
- États-Unis : 7 août 2010 sur NBC
- France : 2 mai 2011 sur TPS Star
- Québec : 10 mai 2011 sur Ztélé

- États-Unis : 1,26 million de téléspectateurs (première diffusion)

### Épisode 10:Le Passé
- États-Unis : 21 août 2010 sur NBC
- France : 2 mai 2011 sur TPS Star
- Québec : 17 mai 2011 sur Ztélé

- États-Unis : 3,69 millions de téléspectateurs (première diffusion)

### Épisode 11:Le Retour
- États-Unis : 21 août 2010 sur NBC
- France : 9 mai 2011 sur TPS Star
- Québec : 24 mai 2011 sur Ztélé[3] (première diffusion)

### Épisode 12:La Découverte
- États-Unis : 28 août 2010 sur NBC
- France : 9 mai 2011 sur TPS Star
- Québec : 31 mai 2011 sur Ztélé

- États-Unis : 2,97 millions de téléspectateurs (première diffusion)

### Épisode 13:L'Évasion
- États-Unis : 28 août 2010 sur NBC
- France : 16 mai 2011 sur TPS Star
- Québec : 7 juin 2011 sur Ztélé

- États-Unis : 2,85 millions de téléspectateurs (première diffusion)